# Ida Holst
Ida Holst (født 13. juni 1976 i København) er en dansk forfatter og foredragsholder.
Holst har en bachelorgrad i agronomi fra Den Kongelige Veterinær- og Landbohøjskole og er Master of Commerce with major in Marketing fra University of Sydney, Australien. Ida Holst er desuden gymnasielærer, hvor hun underviser i matematik og erhvervsøkonomi.
Forældrene er tidligere chefpsykolog for Klinisk Psykologisk Afdeling på Sct. Hans Hospital (1971-2005) cand. psych. Birgitte Brun og civ.ing., lic. techn. Erik Holst. Hendes søster er cand. scient., Ph.D. Bodil Holst (en).
Hun er tiptiptiptipoldebarn til Constantin Brun og Friederike Brun og opkaldt efter deres datter Ida Brun. Hendes mormor Gudrun Brun (1906–1993), var den første kvindelige overlæge i København.
I august 2014 udgav Ida Holst Danmarks første sms-roman "Hej Søde" på forlaget SMSpress. Bogen fik massiv medieomtale ikke mindst fordi, indholdet er baseret på private sms'er mellem hende og en daværende kæreste. Bogen fik nul stjerner i Ekstra Bladet, der skrev: "Ny sms-roman er den meste talentløse og pinlige bog, der er udkommet i Danmark i årevis". Alligevel røg "Hej Søde" på bestsellerlisten både hos Arnold Busck og Bog & Idé, og i bogens andet oplag blev Ekstra Bladets anmeldelse bragt på bagsiden.
Samme dag som sms-romanen kom på gaden, udkom Ida Holst også med email-romanen "Friederikesdal" på forlaget Modtryk. "Friederikesdal" blev til i samarbejde med afdøde forfatter Rune T. Kidde. Bogen fik fire hjerter i Politiken, der skrev: "Det er en stor og anderledes oplevelse at læse denne frydefulde bagatel".
I december 2013 udkom Holsts første bog "Pårørende Søges" på forlaget Limbo. Bogen handler om skæbnerne bag nogle af de dødsannoncer, hvor eventuelle pårørende efterlyses. Flere af artiklerne har efterfølgende været bragt i Ekstra Bladet.
Ida Holsts anden sms-roman "Hej Skat" udkom i december 2015, og i september 2018 udgav forlaget Eudor bogen ”Budgetbaby”, der er en praktisk selvhjælpsbog med økonomiske råd til førstegangsforældre, baseret på Ida Holsts egne erfaringer som nybagt mor (siden november 2016).
Fra 2022 har Holst løbende skrevet noveller til ugebladet Familie Journal.